# Reed Low
Reed Low (* 21. Juni 1976 in Moose Jaw, Saskatchewan) ist ein ehemaliger kanadischer Eishockeyspieler, der im Verlauf seiner aktiven Karriere zwischen 1995 und 2007 unter anderem 256 Spiele für die St. Louis Blues und Chicago Blackhawks in der National Hockey League (NHL) auf der Position des rechten Flügelstürmers bestritten hat. Darüber hinaus absolvierte Low, der den Spielertyp des Enforcers verkörperte, weitere 273 Partien in der American Hockey League (AHL).

## Karriere
Low war zum Beginn seiner Juniorenzeit ab dem Jahr 1993 zunächst in der kanadischen Juniorenliga Saskatchewan Junior Hockey League (SJHL) aktiv, wo er bis kurz nach dem Beginn der Saison 1995/96 für das US-amerikanische Franchise der Minot Americans bzw. Minot Top Guns auflief. Nachdem der Stürmer bereits in der Spielzeit 1994/95 erste Einsatzminuten bei den Regina Pats in der Western Hockey League (WHL) gesammelt hatte, wechselte er im Herbst 1995 fest in die WHL und schloss sich den Moose Jaw Warriors aus seiner Geburtsstadt an. Nach seiner Rookiesaison wurde Low aufgrund seiner Qualitäten als Enforcer im NHL Entry Draft 1996 in der siebten Runde an 177. Position von den St. Louis Blues aus der National Hockey League (NHL) ausgewählt. Er verbrachte noch eine weitere Saison bei den Moose Jaw Warriors, um anschließend in den Profibereich zu wechseln.
Der junge Kanadier kam in der Organisation der St. Louis Blues zunächst bei deren Kooperationspartner aus der East Coast Hockey League (ECHL), den Baton Rouge Kingfish, zum Einsatz. Im Verlauf der Saison 1997/98 wurde er aber zu den Worcester IceCats, einem weiteren Farmteam der Blues, in der höher angesiedelten American Hockey League (AHL) beordert. Dort sammelte Low in den folgenden zwei Spielzeiten weitere Erfahrungen im Profibereich und empfahl sich so für einen Platz im NHL-Kader St. Louis’. Diesen erhielt der Angreifer mit Beginn des Spieljahres 2000/01. In den folgenden vier Spielzeiten füllte er dort die Rolle des Enforcers aus und entwickelte sich in dieser Funktion zu einem der besten Spieler mit diesen Fähigkeiten.
Nachdem die NHL-Saison 2004/05 einem Lockout komplett zum Opfer gefallen war und Low in dieser Zeit mit dem Eishockey pausiert hatte, waren seine Qualitäten vor dem Hintergrund des neu abgeschlossenen Collective Bargaining Agreements (CBA) zwischen der NHL und der Spielergewerkschaft National Hockey League Players’ Association (NHLPA) und einigen Regeländerungen zur Attraktivitätssteigerung des Spiels nicht mehr so gefragt wie noch vor der Aussperrung der Spieler. Die Blues beorderten ihn daraufhin zurück in die AHL, wo er für die Peoria Rivermen auflief. Ebenso kam er bei den Missouri River Otters in der United Hockey League (UHL) zu Einsatzminuten. Nach der Saison 2005/06 verlängerten die St. Louis Blues seinen auslaufenden Vertrag nicht. Low schloss sich daraufhin als Free Agent im Juli 2006 den Chicago Blackhawks an. Mit der Ausnahme von sechs NHL-Spielen für Chicago verbrachte er die Spielzeit 2006/07 aber ausschließlich bei deren AHL-Farmteam Norfolk Admirals. Im Sommer 2007 beendete der 31-Jährige seine aktive Karriere nach 256 Partien in der NHL.

## Karrierestatistik
(Legende zur Spielerstatistik: Sp oder GP = absolvierte Spiele; T oder G = erzielte Tore; V oder A = erzielte Assists; Pkt oder Pts = erzielte Scorerpunkte; SM oder PIM = erhaltene Strafminuten; +/− = Plus/Minus-Bilanz; PP = erzielte Überzahltore; SH = erzielte Unterzahltore; GW = erzielte Siegtore; 1 Play-downs/Relegation; Kursiv: Statistik nicht vollständig)